# 충주예성여자고등학교
충주예성여자고등학교(忠州蘂城女子高等學校)는 대한민국 충청북도 충주시 호암동에 있는 공립 고등학교이다.

## 학교 연혁
- 1981년 11월 25일 : 학교 설립인가(24학급)
- 1982년 3월 12일 : 개교 및 입학식(8학급) 제1대 박완순 교장
- 1989년 9월 20일 : 교사 준공식(총건평 1,966평)
- 1992년 3월 1일 : 직업과정(의상반) 신설(1학급)
- 1992년 4월 20일 : 축구부 창단
- 2001년 3월 1일 : 학급 증설 인가(30학급)
- 2002년 7월 30일 : 목련관(강당) 및 별관 신축
- 2011년 5월 3일 : 자율형공립고 지정
- 2012년 3월 2일 : 자율형공립고 운영(2013.3.-2017.2. 5년간)
- 2016년 11월 1일 : 자율형 공립고 재지정(2017.3.1.-2022.2.28. 5년간)
- 2019년 9월 1일 : 제14대 이춘형 교장 부임
- 2020년 1월 7일 : 제36회(238명) 졸업식(연 12,925명)
- 2020년 3월 2일 : 2020학년도 신입생 218명 입학

## 참고 자료
- 충주예성여자고등학교 - 한국교육학술정보원 학교알리미